# Kaláliuvit? (Er du grønlænder?)
|  | Denne artikel er oprettet af botten PalnaBot ud fra en ekstern database. Den kan derfor have sproglige fejl eller mangler. Denne skabelon kan fjernes efter kontrol af indholdet. |

Kaláliuvit? (Er du grønlænder?) er en dokumentarfilm fra 1970 instrueret af Jørgen Roos efter manuskript af Viggo Clausen.

## Handling
En skildring af grønlændernes hverdag og problemer i København. Instruktøren Jørgen Roos siger: Når folk i Grønland forestiller sig Danmark, tænker de på træer, velklædte mennesker, flotte huse og gader - og forlystelserne. Men de møder en hverdag, som ser ganske anderledes ud. Det at bo i København er noget andet end at sidde på solrige altaner og drikke kaffe dagen lang eller at gå i Tivoli og more sig.